# Melbourne Rising
Los Melbourne Rising son un equipo profesional de rugby de Australia con sede en la ciudad de Melbourne.
Participa anualmente en el National Rugby Championship, la principal competición de la disciplina en el país.
Su representante en el Súper Rugby es la franquicia de Rebels.

## Historia
Fue fundada en 2007 con la finalidad de participar en el Australian Rugby Championship 2007, competición en la que partici´+o con el nombre Melbourne Rebels, logró el subcampeonato al  finalizar la temporada la competencia fue cancelada.
Desde el año 2014 participa en la principal competición entre clubes de Australia, en la que ha logrado llegar tres veces a seminales en 2014, 2015 y 2016.

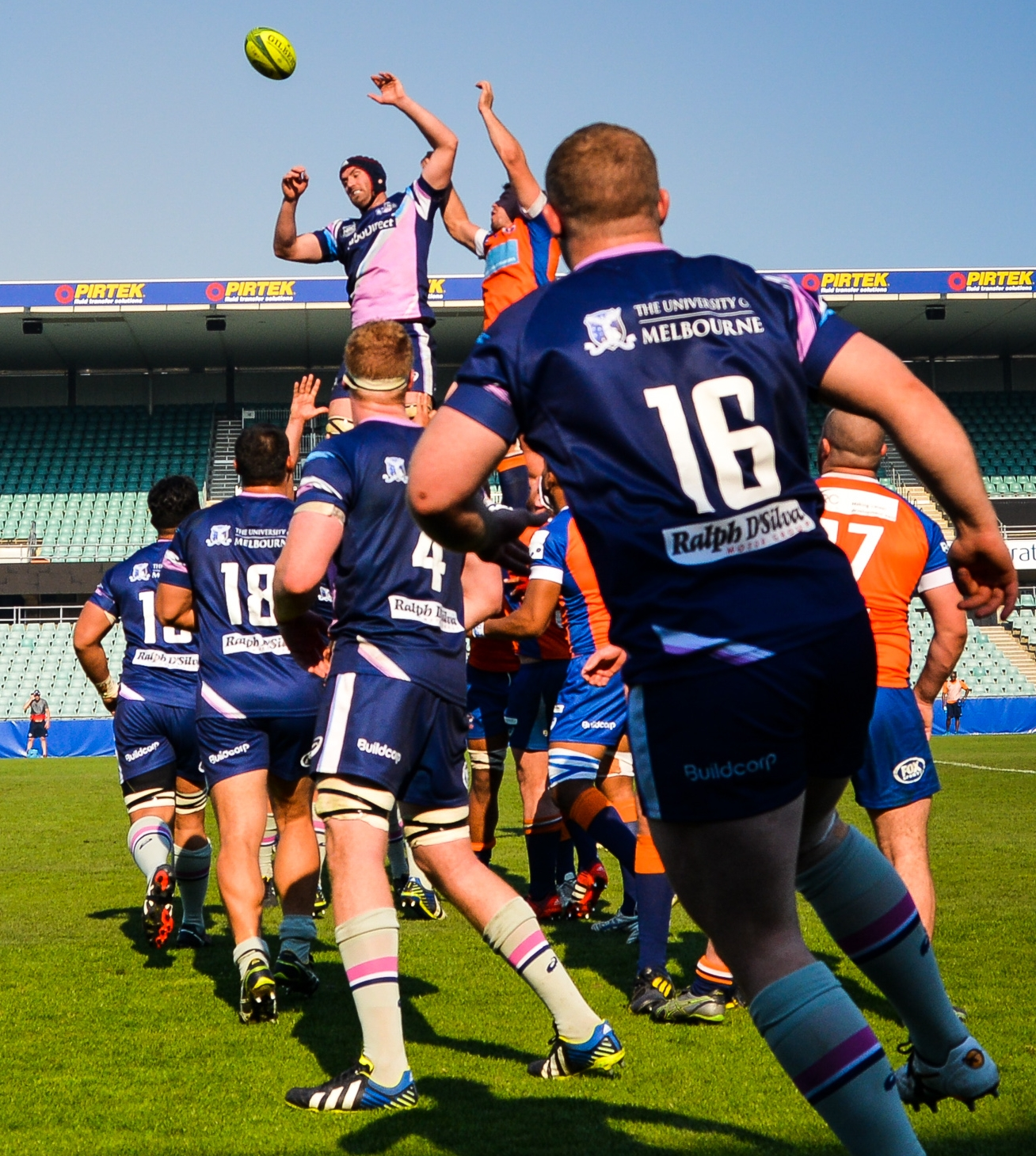
Lineout Rising vs Rams 2014.

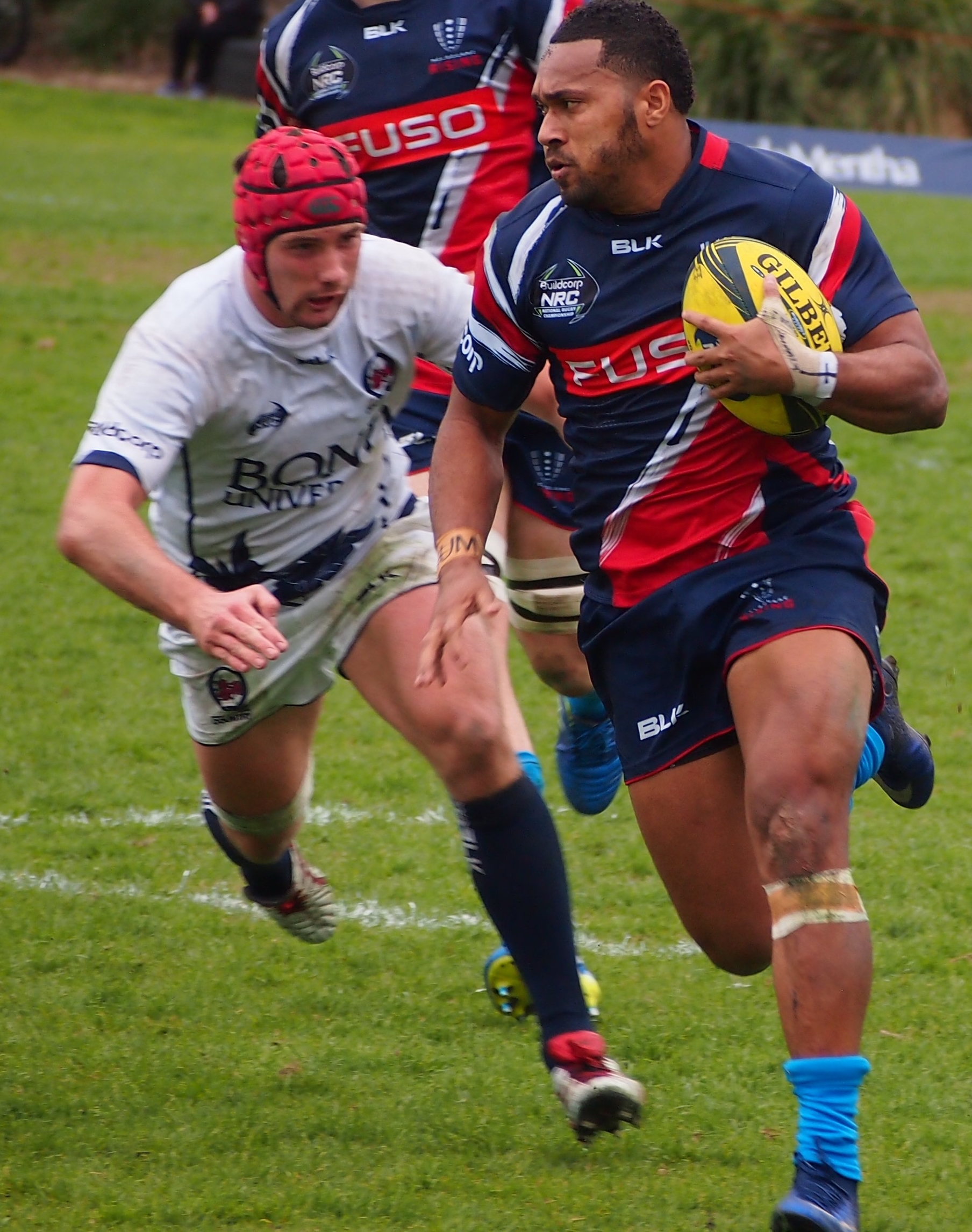
Sefa Naivalu en los Rising 2016.

## Palmarés
- Subcampeón Australian Rugby Championship : 2007